# ستيين سبيرينجس
ستيين سبيرينجس (بالهولندية: Stijn Spierings)‏ (12 مارس 1996 في هولندا - ) هو لاعب كرة قدم هولندي في مركز الوسط. شارك مع منتخب هولندا تحت 17 سنة لكرة القدم ومنتخب هولندا تحت 19 سنة لكرة القدم. أما مع النوادي، فقد لعب مع إي زد ألكمار وسبارتا روتردام.

## وصلات خارجية
- ستيين سبيرينجس على موقع إي إس بي إن إف سي (الإنجليزية)
- ستيين سبيرينجس على موقع قاعدة بيانات كرة القدم.إي يو (الإنجليزية)
- ستيين سبيرينجس على موقع ليكيب (الفرنسية)
- ستيين سبيرينجس على موقع Soccerbase.com (لاعب) (الإنجليزية)
- ستيين سبيرينجس على موقع Soccerway.com (الإنجليزية)
- ستيين سبيرينجس على موقع عالم كرة القدم.نت (الإنجليزية)
- ستيين سبيرينجس على موقع كووورة
- ستيين سبيرينجس على موقع AS.com (الإسبانية)